# Радолін (Великопольське воєводство)
Радолін (пол. Radolin, нім. Radolin) — село в Польщі, у гміні Тшцянка Чарнковсько-Тшцянецького повіту Великопольського воєводства.
Населення — 405 осіб (2011).
У 1975-1998 роках село належало до Пільського воєводства.

## Демографія
Демографічна структура станом на 31 березня 2011 року:
|          | Загалом | Допрацездатний вік | Працездатний вік | Постпрацездатний вік |
| -------- | ------- | ------------------ | ---------------- | -------------------- |
| Чоловіки | 203     | 49                 | 140              | 14                   |
| Жінки    | 202     | 51                 | 108              | 43                   |
| Разом    | 405     | 100                | 248              | 57                   |